# Riflesso di marcia automatica
Il riflesso di marcia automatica (o stepping) è, in campo medico, uno dei riflessi neonatali.
Grazie a questo riflesso il bambino, sostenuto da sotto le ascelle e con le palme dei piedi poggiate su una superficie piana, accenna una sorta di camminata.
Si presenta dopo i primi due giorni di vita e scompare intorno al quarto mese con il progredire delle capacità di movimento del bambino. Ha funzione preparatoria per la deambulazione volontaria.
Per quanto riguarda la scomparsa del riflesso di marcia automatica, si sono avanzate due ipotesi: una è che lo sviluppo della corteccia cerebrale inibisca il riflesso, un'altra è che il grande peso che acquistano i bambini soprattutto nella parte superiore delle gambe impedisca il movimento.
Comunemente si crede che tale riflesso derivi dalla "spinta" che il neonato compie con gli arti inferiori nel momento del parto. Se così fosse, tale riflesso non sarebbe presente nei bambini nati da parto cesareo, che invece lo possiedono. Questo perché è probabile che il riflesso derivi dai continui spostamenti che il neonato compie nell'utero anche diverse settimane prima del parto. 